# Der Herr Etatsrat
Der Herr Etatsrat ist eine 1881 verfasste Novelle von Theodor Storm, in der das tragische Schicksal der Kinder eines Beamten geschildert wird.

## Inhalt
Im Zentrum der Handlung steht das tragische Schicksal der Familie Sternow, die aus deren autoritären Oberhaupt, der Titelfigur, sowie den Kindern Archimedes und Sophie, „Phia“ besteht. Als Erzähler tritt ein Freund und Kommilitone von Archimedes auf, der einem jungen Freund von den Ereignissen seiner „Jugend“ berichtet.
Der Herr Etatsrat, der eine Stelle im Wasserbauwesen bekleidet und für den Bau von Deichen verantwortlich zeichnete, ist ein kurioser Sonderling, der seine Kinder und seinen Gehilfen, der den sprechenden Namen „Käfer“ trägt, gnadenlos ausbeutet und seine Nachbarn durch seine seltsamen Gepflogenheiten fasziniert wie ängstigt. So feiert er unter anderem eine Art „schwarze Messe“ in seiner Gartenlaube, indem er an einem Altar mit Schädel und Beinknochen Harmonika spielt, Studentenlieder grölt und sich betrinkt, bis er von seinen Angehörigen ins Bett getragen werden muss, oder er nimmt eine von ihm erfundene Kur, das „Erdbad“, bei dem er sich in Sand eingraben lässt. Von seinen Kindern erwartet er bedingungslosen Gehorsam, ohne sie aber in irgendeiner Weise gut zu behandeln, zu unterstützen oder gar zu lieben. Seinen Sohn Archimedes lässt er, obwohl er großes mathematisches Talent hat, nach dem Gymnasium nicht an die Universität gehen, sondern behält ihn Jahre lang als Gehilfen bei sich, sodass dieser viele Jahre als Nachhilfelehrer vertun und seinen Schulkameraden und Nachhilfeschülern nachtrauern muss, sobald diese die Stadt verlassen, um ein Studium zu beginnen. Weder seine eigenen Bitten noch die seines Freundes, des Erzählers, können den Vater dazu bewegen, den Sohn ziehen zu lassen. Erst als sich Käfer (aus zwielichtigen Gründen) dafür einsetzt, dass der Sohn das Haus verlässt, stimmt der Vater zu. Seine einsame und melancholische Tochter Sophie brüskiert er vor ihren Freundinnen, als sie endlich welche gefunden hat. Beide Kinder gehen an ihrer Erziehung zugrunde: Archimedes kommt in schlechte Gesellschaft, trinkt und verschuldet sich. Sein exzessiver Lebensstil kostet ihn das Leben: Er erkrankt und stirbt. Sophie hat mit ihrem Bruder den letzten Vertrauten zuhause verloren und wird von Käfer geschwängert. Verzweifelt tötet sie sich und das Neugeborene. Der Vater, der seine Kinder um einige Jahre überlebt, scheint über ihren Tod wenig betrübt: Weder besucht er seinen todkranken Sohn, noch nimmt er am Begräbnis seiner Tochter teil, das er mit den Worten kommentiert: „aber recht schönes Wetter hat sie sich noch zu ihrem letzten Gange ausgesucht!“

## Biographischer Hintergrund
Storm hatte selbst unter einem Vater-Sohn-Konflikt zu leiden: Sein ältester Sohn Hans war Alkoholiker, schaffte nur mit Mühe sein Examen in Medizin und war noch als erwachsener Mann immer wieder auf die Unterstützung des Vaters angewiesen. Storm litt sehr unter den Problemen seines Sohnes und machte auch, wie Zeitgenossen berichten, sich selbst, seine Anlagen und seine Erziehung verantwortlich. Ähnliche Konflikte zwischen einem „verkommenen Sohn“ und einem strengen Vater stehen in anderen Novellen Storms, die zur selben Zeit entstanden, im Mittelpunkt:
In Carsten Curator (1878) und Hans und Heinz Kirch (1882). Während in diesen aber die Väter mehr oder weniger am Unglück ihrer Söhne schuld sind, ist in dieser Novelle der Vater fast ausschließlich für das Unglück seines Sohnes Archimedes verantwortlich.

## Wirkungsgeschichte
Kafka scheint Motive aus "Der Herr Etatsrat" aufgegriffen, transformiert und für Die Verwandlung genutzt zu haben (vgl. Detering 2000, S. 349–361).

## Primärliteratur
Theodor Storm: Der Herr Etatsrat. In: Theodor Storm: Erzählungen. Herausgegeben von Rüdiger Frommholz. Stuttgart: Reclam (1988).

## Sekundärliteratur
Heinrich Detering: Entomologische Verwandlungen: Kafka als Leser von Storms "Der Herr Etatsrat". In: Gerd Eversberg, David Jackson u. Eckart Pastor (Hg.): Stormlektüren. Festschrift für Karl-Ernst Laage zum 80. Geburtstag. Würzburg: Verlag Königshausen & Neumann (2000), S. 349–361.